# 尤里 (足球运动员)
尤里（Hyuri，1991年9月26日—），全名尤里·恩里克·德·奥利维拉·科斯塔（Hyuri Henrique de Oliveira Costa），是一名巴西职业足球运动员，现在效力于巴西足球甲级联赛球队米内罗竞技。

## 俱乐部生涯
2011年，尤里在里约勇气开始足球生涯。2013年，他被租借到巴西足球甲级联赛球队博塔福戈。2014年1月26日，尤里转会加盟中国足球超级联赛球队贵州人和。